# 少校

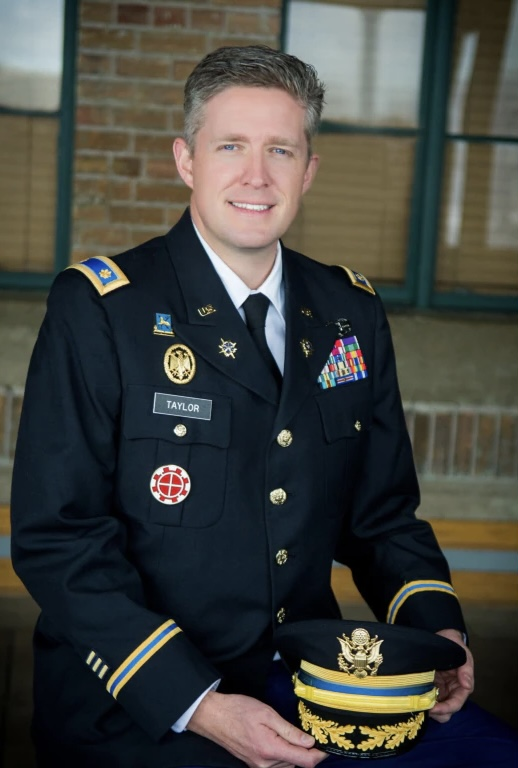
美國陸軍國民警衛隊少校布倫·R·泰勒

少校（英語：major）是軍隊的職銜，是校官中的最低級別。在中国军衔体系中的使用，可追溯至北洋政府时期。1912年8月，北洋政府公布《陆军官佐士兵等级表》，将军官分为将官、校官、尉官三等，各等又分上、中、少三级。

## 美國
美國陸軍中，少校通常擔任營執行官（X0）或營作戰官（S3），及連長，少校亦可任團、旅、特遣隊人事、後勤、情報、作戰等方面的初級參謀。少校也將是高級職員和總部的參謀/行動官。此外，少校指揮作戰勤務和勤務支持單位的加強連。美國陸軍少校還指揮特種作戰連，例如美國陸軍特種部隊連、民政連、軍事信息支持行動連、軍事情報連。
美國空軍中，少校通常擔任中隊指揮官或聯隊級別的高級參謀。在飛行中隊中，少校通常是飛行指揮官或作戰官（副指揮官）。在任務支援和維護大隊中，少校可能是中隊指揮官。在醫療隊中，少校可能是診所或小隊的負責人。

美國陸軍少校肩章
美國海軍少校肩章、袖章及配章
美國海軍陸戰隊少校肩章
美國空軍少校肩章
美國海岸防衛隊少校肩章、袖章及配章

## 中華民國
中華民國國軍
- 國防部本部及直屬機關：參謀
  - 全動署：專員、科員
- 三軍司令部：參謀
- 國安會及附屬機關：專員、分析師、設計師、研究助理、組（科）員、助理設計師
- 陸軍：副營長、營參謀主任、營輔導長、營級執行官、本部連、旅部連、群部連、營部連、防空連
- 海軍：三級艦艦長、兵器長、作戰長
- 空軍：飛官、分隊長、飛彈連連長或專業連隊連長
- 三軍官校：副主任、教師（官）、中隊長、分隊長、副中隊長
- 國防大學：參謀、教官、教師、輔導長

海巡署
- 分署：所長（大規模）、專員、技正、副所長、分隊長、科員、技士

中華民國陸軍少校肩章
中華民國海軍少校肩章及袖章
中華民國海軍陸戰隊少校肩章
中華民國空軍少校肩章
中華民國海洋委員會海巡署薦任七職等、警正三階、少校肩章

## 中華人民共和國
中国人民解放军军衔体系中的少校，主要担任副团职，正营职，副营职。由于设有大校一级（英语：Captain)，海军少校的英文翻译为“Second Lieutenant Commander” （缩写2LCDR）。

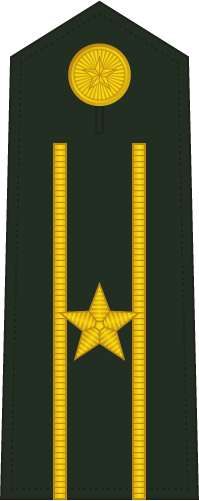
中國人民解放軍陸軍少校肩章
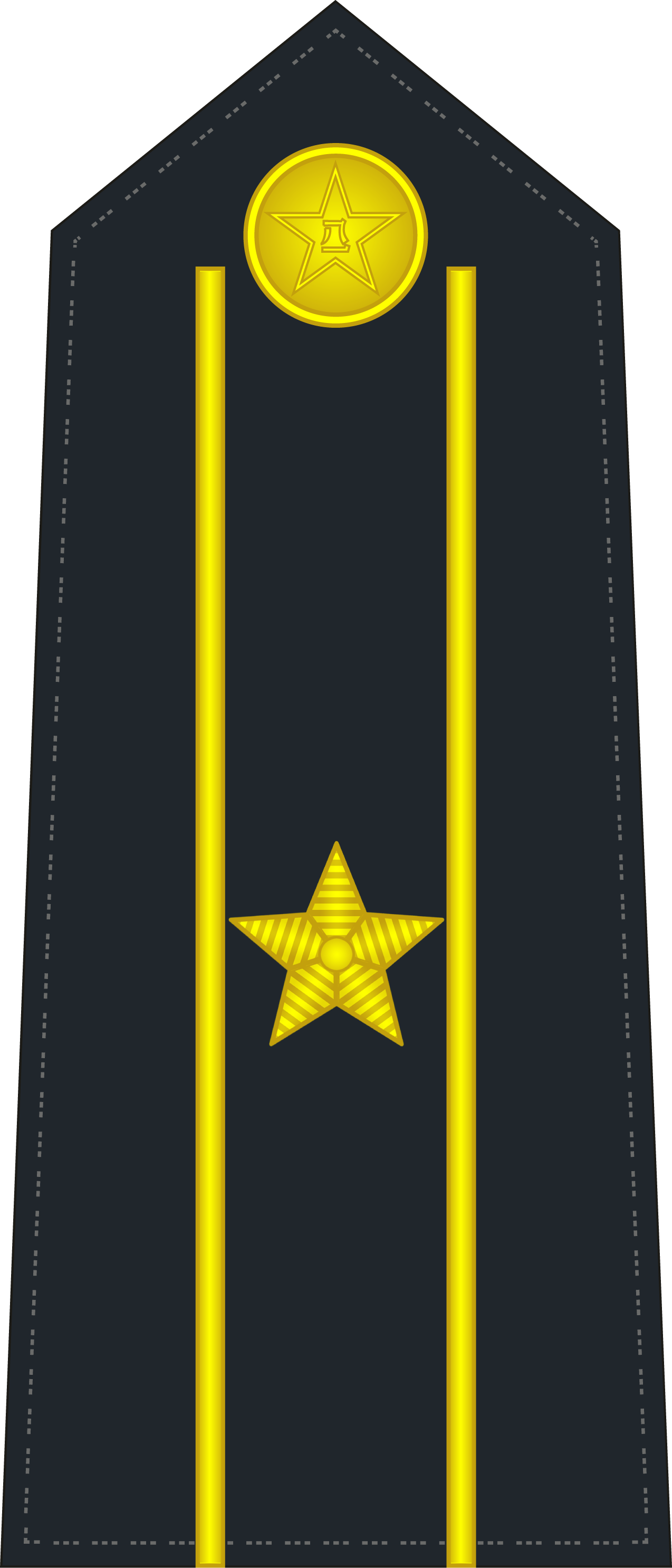
中國人民解放軍海軍少校肩章
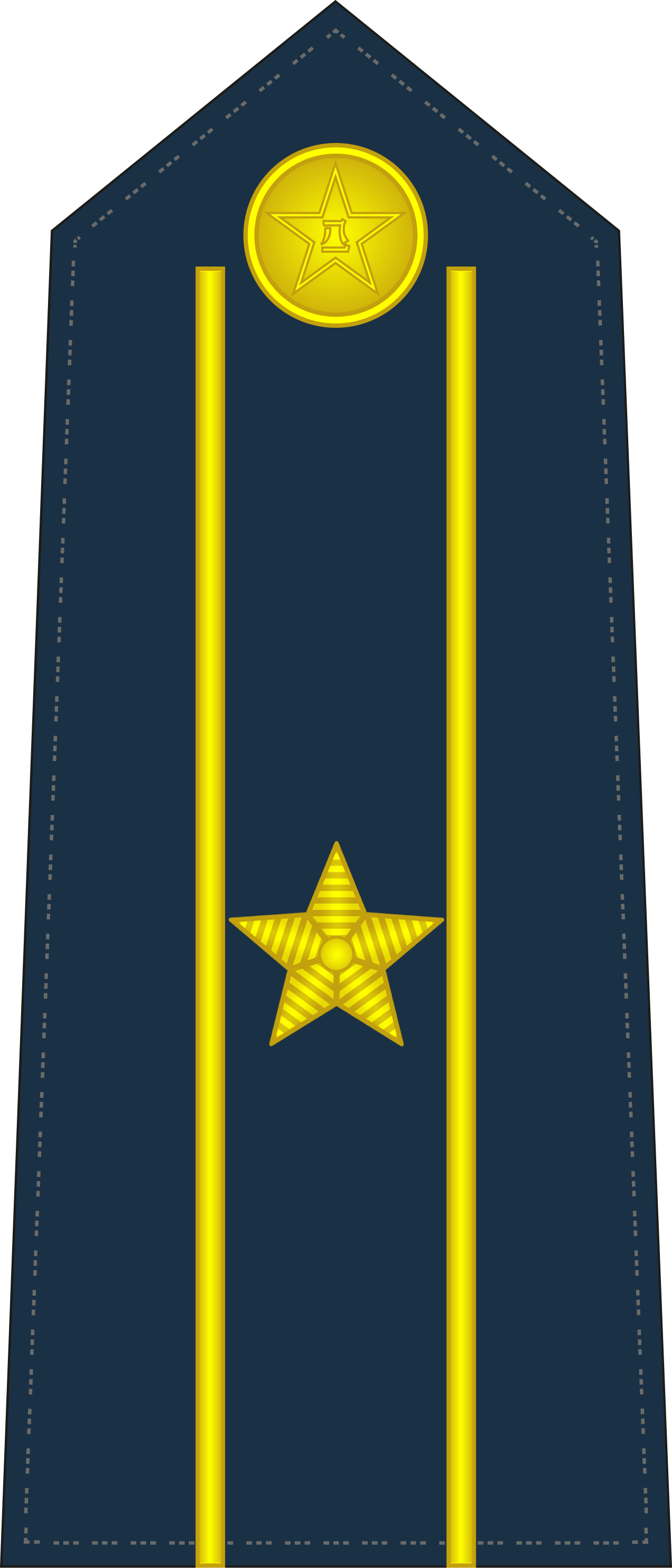
中國人民解放軍空軍少校肩章

## 对应的外军军衔翻译
英文裡中，译为少校，是由陆军以及由它衍生出来的军种军衔。海军中的直譯为副指揮官，通常译为海军少校。英国皇家空军的，直譯为中隊長，亦翻译为少校。
英国陆军少校主要擔任連長職務。美國陸軍少校主要擔任副營長、營部執行官職務。